# Exciton
Een exciton is een gebonden toestand van een elektron en een elektronengat, die elkaar aantrekken door middel van de elektromagnetische kracht. Het is een neutraal geladen quasideeltje dat voorkomt in halfgeleiders, isolatoren en sommige vloeistoffen. Het elektron en het elektronengat hebben tegengestelde elektrische lading.
Wanneer moleculen en atomen hun aangeslagen toestand aan elkaar doorgeven, op een manier die goed kan worden beschreven als het zich verplaatsen van een exciton, spreekt men van atomaire of moleculaire excitonen. Dit proces vindt onder andere bij fotosynthese en Förster-resonantie plaats.
Door een (voldoende hoge) eindige temperatuur of onder invloed van straling van voldoende energie kunnen elektronen van de volle valentieband van een halfgeleider naar de lege geleidingsband worden geëxciteerd. Het naar de geleidingsband geëxciteerde elektron kan zich nu vrij bewegen. Het in de valentieband ontstane elektronengat kan nu als een positief geladen vrij bewegend deeltje worden gezien.
Onder normale omstandigheden zullen dit elektron en gat zich snel van elkaar verwijderen, maar het kan ook dat zij elkaar door de elektromagnetische kracht aantrekken en zich zoals een elektron en een proton in een waterstofatoom aan elkaar binden. Het ontstane 'atoom' van een elektron en een gat noemt men een exciton. De golffuncties die men voor beide systemen kan berekenen lijken sterk op elkaar. Het grote verschil zit hem in de massa van het proton, deze is vele malen groter dan die van een elektron. Bij een exciton zijn de beide deeltjes waaruit het bestaat vrijwel even zwaar, zodat ze in dit opzicht beter te vergelijken zijn met positronium. Het exciton heeft daarom een grotere straal dan het waterstofatoom. Bovendien kunnen het gat en het elektron elkaar annihileren, zoals het elektron en het positron in positronium.  Excitonen hebben daarom een beperkte levensduur. In een waterstofatoom annihileren proton en elektron elkaar niet en is de bindingsenergie groter.
Omdat een exciton een neutraal deeltje is, het elektron en het gat hebben namelijk dezelfde maar tegengestelde lading, kan het zich door de kristalstructuur bewegen en zo energie transporteren zonder dat hierbij ladingstransport plaatsvindt.
Er bestaan verschillende soorten excitonen. In de twee limietsituaties voor excitonen spreken we van:
- Frenkel-excitonen: In deze situatie is het exciton klein en sterk gebonden waardoor het elektron en het gat zich op hetzelfde atoom bevinden. Een Frenkel-exciton is eigenlijk niets anders dan een soort geëxciteerde toestand van een atoom, die naar een naburig atoom kan overspringen, zodat er zich een excitatiegolf door het kristal beweegt.
- Mott-Wannier-excitonen: In deze situatie is het exciton zwak gebonden zodat de afstand tussen het elektron en het gat groot is in vergelijking met de roosterconstanten. Het gat en het elektron zijn dus niet meer op hetzelfde atoom gelokaliseerd.